# Raißbüchlin
Das Raißbüchlin (Reisebüchlein) ist ein 1563 in Augsburg veröffentlichtes Routenhandbuch, das die einschlägige Reiseliteratur bis in die Mitte des 17. Jahrhunderts maßgeblich beeinflusste.  Verfasser ist der Schulmeister, Notar und Schreiber Jörg Gail, der in den 1520er Jahren geboren wurde und am 3. August 1584 in Augsburg verstarb. Der ungekürzte Titel des Itinerars lautet: Ein neuwes nützliches Raißbüchlin der furnemesten Land vnnd Stett, durch mich, Jörg Gail, Burger zu Augspurg in truck verfertiget.

## Geschichte

Titelseite des Raißbüchlins

Ausgedehnte Reisen, die den Autoren Jörg Gail bis nach Skandinavien, ins Baltikum und sogar nach Russland führten, sowie nachweislich jahrelange Vorarbeiten gingen der Veröffentlichung des Raißbüchlins voraus. Gail nennt im Vorwort seines Büchleins weitere Länder, die er bereist und über die er Aufzeichnungen verfasst hat: „Dieweil ich (vileicht auß Gottes verhengknuss.) meine täg und zeit zum thail / und sonderlich Sechs jar her in frembden Landen verzört / un einen / zimlichen weg in Teütsch- / Welschland und Franckreich durchzogen / hab ich mir solcher raisen ein memmorial behalten [...]“.
Im Frühjahr 1563 begab sich Jörg Gail auf den Weg von Augsburg nach Innsbruck, um am dortigen Kaiserhof sein Itinerarprojekt sowie ein weiteres geplantes Buch vorzustellen und gleichzeitig für deren Veröffentlichung um ein kaiserliches Druckprivilegium, auch Impressorium genannt, zu bitten. Der Bitte wurde entsprochen. Am 7. Mai 1563 gewährte Kaiser Ferdinand I. das erbetene Privilegium und den damit verbundenen Urheber- und Verlegerrechtschutz für die Dauer von zehn Jahren. Danach durfte das Raißbüchlin (das andere Buch ist unbekannt) in diesem Zeitraum „weder heimlich noch öffentlich nachgedruckt, vertrieben, umhergetragen oder verkauft werden“. Für den Fall der Zuwiderhandlung wurde eine Geldstrafe von „10 Mark lötigen Goldes“ angedroht, wovon die eine Hälfte des Betrages an die kaiserliche Kammer, die andere an Jörg Gail gezahlt werden sollten. Raubdrucke und unerlaubt gehandelte Ausgaben seines Werkes – so das Privilegium – seien Jörg Gail auszuhändigen, der dann nach Belieben mit ihnen handeln könne. Reichsweit sollte ihm „jede Obrikeit“ bei der Durchsetzung seiner Rechte behilflich sein. Den kaiserlich garantierten Urheberschutz würdigte Gail später dadurch, dass er auf der Titelseite seines Raißbüchlins ein Bildnis Ferdinands I. einfügte und außerdem seinem eigentlichen Itinerar eine Beschreibung der „fürneme weeg so die Rö[misch-]–Kay[serliche] May[estät] Anno [15]63 selb Personlich geraißt“ voranstellte.
In den Wochen nach seiner Rückkehr aus Innsbruck gab Jörg Gail sein Routenhandbuch bei dem bekannten Augsburger Schriftsetzer Valentin Othmar in Druck. Die ersten Exemplare des Raißbüchlins müssen spätestens Anfang Juli 1563 fertiggestellt worden sein, denn bereits am 20. Juli erging eine Weisung des Augsburger Rates an Gail und zwei weitere Reisebuchautoren, den Drucker Philipp Ulhart sowie den Schulhalter Georg Mair, ihre gedruckten Itinerare zur Einsicht vorzulegen. Alle drei Autoren konnten ein kaiserliches Impressorium vorweisen. Der Rat entschied am 29. Juli, dass es „bei eines jeden Privilegium bleiben“ solle, „denn die einzelnen Parteien würden wohl nicht gegen die Privilegien handeln und sich selbst vor Schaden und Nachteil zu schützen wissen.“
Gails Routenhandbuch, „der erste selbständig gedruckte Reiseführer des deutschen Schrifttums“, ist über Jahrhunderte hinweg nahezu unbekannt geblieben. Zwar dienten die Wegbeschreibungen Jörg Gails bis in die Mitte des 17. Jahrhunderts nachweislich als Vorlage für verschiedene Kartenwerke und Reisehandbücher, Gails Name und der Titel seines Werkes wurden jedoch in der Regel verschwiegen. Erst 1950 wurden zwei von Gail handsignierte Exemplare des Raißbüchlins fast gleichzeitig, jedoch unabhängig voneinander durch Arend Wilhelm Lang und Hermann Wolpert wiederentdeckt. Das von Lang gefundene Exemplar befand sich in der Herzog August Bibliothek in Wolfenbüttel, Wolpert machte seinen Fund in der Württembergischen Landesbibliothek in Stuttgart. Beide veröffentlichten in der Folgezeit mehrere Aufsätze, in denen das inzwischen fast vierhundert Jahre alte Raißbüchlin zum ersten Mal in seiner Geschichte beschrieben und gewürdigt wurde.
Anlässlich des 400-jährigen Jubiläums des Raißbüchlins erstellte Herbert Krüger eine umfangreiche Monographie, den sogenannten „großen Gail“, die aus Kostengründen allerdings erst 1974 gedruckt und veröffentlicht werden konnte. Sie enthält neben einer wissenschaftlichen Untersuchung und kulturgeschichtlichen Würdigung eine Faksimile-Ausgabe des Reiseführers sowie sechs nach dem Routenhandbuch Jörg Gails angefertigte Streckenverlaufskarten. Ein als „kleiner Gail“ bekannt gewordener Nachdruck des Raißbüchlins erschien bereits 1963.

## Inhalt
Beim Raißbüchlin handelt es sich um ein kleinformatiges Werk (Satzspiegelgröße: 8,0 × 5,5 cm; Außengröße: 11,5 × 8,0 cm). Es umfasst 272 Seiten und beschreibt 161 europäische Einzelrouten mit rund 2400 namentlich genannten Einzeletappen.

### Titelseite
Gail stellt sein Routenhandbuch auf der ersten Seite als „neuwes Raißbüchlin“ vor und verweist damit indirekt auf ältere Reiseführer. Dass ihm verschiedene Intinerare vorgelegen haben und von ihm zumindest teilweise als Quellenmaterial genutzt wurden, hat die wissenschaftliche Untersuchung Herbert Krügers an den Tag gebracht. Besonders zu erwähnen ist in diesem Zusammenhang ein oberdeutsches Routenverzeichnis, das von unbekannter Hand um 1520 auf einem 6 cm breiten und 2 Meter langen Pergamentband zusammengestellt worden ist und in einem verschließbaren Metallröhrchen aufbewahrt wurde.
Auf der Titelseite finden sich außerdem ein Hinweis auf den Autor und die kaiserlichen Druckprivilegia sowie ein siegelförmig gestaltetes Bildnis Kaiser Ferdinands.

### Vorwort
Im Vorwort skizziert Jörg Gail zunächst die Vorgeschichte des Raißbüchlins und gibt dann einen Ausblick auf dessen Inhalt und Umfang, nämlich die Beschreibung von Strecken, die „dise Christliche Land“ durchziehen, zum Beispiel in „Theütschland / Welschland / Franckreich / Engelland / Hispania / Ungern u n Beheim“. Von ihm ebenfalls beschriebene Routenverläufe in Nord- und Osteuropa bleiben im Vorwort merkwürdigerweise unerwähnt.
Diesen einleitenden Bemerkungen folgen Hinweise zur Umrechnung der verschiedenen auswärtigen Meilenangaben im Routenwerk. In Tabellenform gebracht ergeben sich danach zwischen auswärtigen und deutschen Entfernungsangaben folgende Entsprechungen:
| „Wa du wirdst finden ...“ | „... so thünd “ | „ ... Teütsche Meyl[en]“ |
| ------------------------- | --------------- | ------------------------ |
| Welsche Meyl              | 5 Welsche       | 1 Teütsche Meyl          |
| Französisch Meyl          | 3 Französisch   | 1 Teütsche Meyl          |
| Spanisch Meyl             | 1 Spanisch      | 1 Teütsche Meyl          |
| Englisch Meyl             | 5 Englisch      | 3 Teütsche Meyl          |
| Ungerisch Meyl            | 2 Ungerisch     | 3 Teütsche Meyl          |
| Schweitzer Meyl           | 2 Schweitzer    | 3 Teütsche Meyl          |

Den Abschluss des Vorwortes bildet ein Verzeichnis der in den Routenbeschreibungen verwendeten Abkürzungen.

### Hauptteil I: Reisen Kaiser Ferdinands I. 1562/63

Raißbüchlin: Reisen Ferdinands I.

Fünf Reisen Kaiser Ferdinands I. bilden den Auftakt des eigentlichen Routenhandbuchs. Sie sind genau genommen Teilstrecken einer umfangreichen Rundreise, die den Monarchen von Prag über Frankfurt am Main, Straßburg, Freiburg im Breisgau und Konstanz nach Innsbruck führte. Die von Gail eingefügte Jahresangabe „Anno 63“ ist allerdings nachweislich nicht ganz richtig. Da das Raißbüchlin zur Jahresmitte 1563 veröffentlicht worden ist, müsste die kaiserliche Rundreise zwischen Januar und Mai dieses Jahres anzusetzen sein. Das aber ist nicht möglich, weil Ferdinand I. sich von Februar bis Juni 1563 wegen einer schweren Erkrankung ausschließlich in Innsbruck aufgehalten hat: „Der Kaiser bestieg kein Pferd mehr; seine Töchter stellten sich auf den letzten Abschied ein [...]“. Nach dem von Anton von Gévay zusammengestellten Itinerar Ferdinands I. wurde die von Gail beschriebene Rundreise im Zeitraum vom 5. Oktober 1562 bis Ende Januar 1563 absolviert. Die von Jörg Gail angegebenen Etappen, die in der folgenden Tabelle angegeben werden, stimmen allerdings mit denen von Gévays Itinerar überein, wurden aber auf einigen Streckenabschnitten durch Angabe zusätzlicher Zwischenstationen erweitert.
| Reiseabschnitt | von                  | nach                 | Etappen (Auswahl) | Meilen |
| -------------- | -------------------- | -------------------- | --- | ------ |
| I              | Prag                 | Frankfurt am Main    | Schlen, Satz, Cada, Schlackhenwald, Eger, Khulmbach, Liechtenfelß, Bamberg, Haßfurt, Detelbach, Würtzburg, Bischoffhaim, Mildtenburg, Aschenburg | 68     |
| II             | Frankfurt am Main    | Speyer und Straßburg | Maintz, Oppenhaim, Wurmbs, Speire (Zwischenaufenthalt), Weissenburg, Hagenaw                                                                     | 32     |
| III            | Straßburg            | Freiburg im Breisgau | Benfeldt, Schletstat, Kholmar, Preysach | 13     |
| IV             | Freiburg im Breisgau | Konstanz             | Walfenwiler, Newenburg, Basel, Reinfelden, Lauffenburg, Waltzhuet, Schafhausen, Rotholfzelt                                                      | 20     |
| V              | Konstanz             | Innsbruck            | Yberlingen, Margdorf, Rauenspurg, Wangen, Eisena, Kempten, Füssen, Nasereith übern fern[pass]                                                    | 26     |

### Hauptteil II: Das eigentliche Routenhandbuch

Zwei Seiten des Raißbüchlins: Von Wien nach Hermannstadt

Das Raißbüchlin bietet im Vergleich mit anderen Itineraren vor und nach ihm eine Reihe von Vorzügen. Da ist zunächst sein Reichtum an Etappen, die es dem Reisenden der Frühen Neuzeit hier und dort sogar ermöglichten, sein nächstes Ziel mit dem bloßen Auge auszumachen. Viele Ortschaften wurden außerdem als Stadt (S), Markt (M), Dorf (D) und Kloster (K) näher beschrieben und damit wichtige Grundinformationen für die Reiseplanung (Unterkunftsmöglichkeiten, Provianterwerb etc.) vermittelt. Auch die Entfernungsangaben sind für damalige Verhältnisse ziemlich genau. Die angegebenen „Teütschen Meylen“ sowie die von Gail in seinem Vorwort eingefügte Umrechnungstabelle für nichtdeutsche Entfernungsangaben ermöglichten es, die Reiseroute in Wegstunden und Tagesreisen umzurechnen und somit eine Vorstellung von der zu erwartenden Reisedauer zu bekommen.

## Bedeutung
Jörg Gails Raißbüchlin beeinflusste die Reiseliteratur nachweislich bis in die Mitte des 17. Jahrhunderts. So gehen zum Beispiel die Werke der Rothenburger Kartographen Georg Conrad Jung und dessen Vater Johann Georg maßgeblich auf Gails Routenhandbuch zurück. Auch bei dem Pariser Graveur und Kartenhersteller Jean Boisseau sind, was die Darstellung des flandrischen, hessischen und süddeutschen Raumes angeht, eine deutliche Abhängigkeit von Gail zu erkennen.